# Orimarga syndactyla
Orimarga syndactyla är en tvåvingeart som beskrevs av Alexander 1942. Orimarga syndactyla ingår i släktet Orimarga och familjen småharkrankar.
Artens utbredningsområde är Ecuador. Inga underarter finns listade i Catalogue of Life.